# フイチン再見!
『フイチン再見!』（フイチンツァイチェン）は、村上もとかによる日本の漫画。実在の女流漫画家上田トシコを題材とした伝記漫画である。『ビッグコミックオリジナル』（小学館）に2013年7号（3月19日発売）から2017年7号（3月20日発売）まで連載された。
2014年に日本漫画家協会賞優秀賞を受賞した。

## 概要
多くの資料、史料や、関係者への取材から、上田トシコの生涯を描く。上田と交流のあった多くの漫画家も実名で登場し、少女漫画から見た日本の漫画史を取り上げた作品となっている。
村上が上田トシコと会ったのは、アシスタント時代に参加したあるパーティーでのことであった。上田が颯爽とやってきて、一言話して颯爽と帰っていった姿に、宝塚歌劇団の男役のようにかっこいいという印象を村上は抱いている。
『龍-RON-』執筆にあたって、取材のために上田と会い、上田自身の生い立ちや、戦前戦後の漫画家たちとの苦労話を聞いた村上は、上田の講談のような名調子の語りに感動し、同行した『龍-RON-』の担当編集者に「いずれ作品にしたい」旨とその時の担当を依頼した。
里中満智子は本作を「単に上田トシコの伝記ではなく、当時の社会情勢や女性の生き方に迫る作品」と評しており、『龍-RON-』と同様に日本と中国との関わりをドラマで描く生涯構想の一環なのではないかと想像している。
自身も登場人物として描かれているちばてつやは、丁寧な取材に基づいて描かれた本作を「昭和に生きた人々の記録としても貴重」と自身のblogで評している。
リアルタイムで『フイチンさん』を読んでいた経験のある鹿島茂は、本作が『フイチンさん』読者の好奇心を満たしてくれるエピソードにあふれていることを指摘すると共に、男社会の職業を選ぼうとするパイオニア的な女性が遭遇するであろう困難の切り抜け方のサンプルとして、作中の上田トシコが解き明かしていることを指摘している。

## あらすじ
村上もとかは少年時代（1959年（昭和34年）ごろ）に、近くに住んでいたお姉さんから見せてもらった雑誌『少女クラブ』に掲載されていた漫画作品『フイチンさん』と出会う。

## 作品中に登場した漫画家
- 松本かつぢ - 上田は兄の友人に紹介されて松本の自宅を訪問。松本に許されて、以後数年間弟子入りをする。
- 長谷川町子 - 上田よりも年下の女性漫画家。田河水泡の弟子時代に松本に便箋屋の紹介を頼みにきて、松本が承諾するまで家に毎日数枚の絵を届けた熱意で松本や上田を感動させる。上田は、長谷川の描く漫画作品に感銘を受けると共に、編集者などからは比較の対象ともされる。実際に出会うのは物語の終盤になってから。
- 近藤日出造 - 上田に人生経験が足りないことを指摘し、上田がハルピンに戻るきっかけとなる。戦後は児童漫画のありかたについて手塚治虫、上田らとは対立的な立場になる。
- 手塚治虫 - 児童漫画家としての盟友。学生時代は医学系で、絵画の勉強をしてこなかったことにコンプレックスもある。手塚から11歳上の上田はいろいろと相談を受けることも。1970年前後のいわゆる手塚の「冬の時代」に、創作に悩む手塚に対して「だったら漫画を描くのを止めなさい」「でも止められないでしょう?」と返す。
- 赤塚不二夫 - 上田と同じ満州出身であり、上田と共に中国を訪問する。また、漫画を描くよりもテレビ出演などが増えていた赤塚が「面白いギャグ漫画が描けない」と上田に悩みを吐露している。
- ちばてつや - 満州引き上げ組。上田からは「ちばてつ」と呼ばれ、かわいがられる。
- 望月あきら - 『サインはV』で少女漫画界に熱血漫画を普及させた。病気療養のため休業するが、その快気祝いの席で、当時、望月のアシスタントをしていた村上もとかと上田は出会うことになる。
- 1ダースの会 - 女流漫画家の親睦会。結成時のメンバーが12人だったことから命名された。牧美也子、水野英子、わたなべまさこ、今村洋子、細川千栄子、水谷たけ子ら。牧美也子との関連で松本あきら（松本零士）も登場している。
- 向井潤吉 - 漫画家ではなく洋画家だが、上田の母の知人で、上田にクロッキーの存在を教え、有楽町のクロッキー研究所を紹介した。